# Mérey Sándor
Kaposmérei Mérey Sándor (Dunapentele, 1779. szeptember 18. – 1848. október 9.) író-drámafordító, főispán, királyi személynök, valóságos belső titkos tanácsos, aranysarkantyús vitéz és kamarás.

## Élete
kaposmérei Mérey Lajos kir. táblai ülnök és Dióssy Anna fia. 1880-ban a királyi tábla jegyzője, 1806-tól királyi ügyész, 1807-től egyszersmind a pest megyei magyar színész társaságra felügyelő bizottságnak tagja. Mint Nyitra megye követe jelen volt az 1808. országgyűlésen; a megye táblabirája, majd Magyarország tartományi főbiztosa volt. 1831–45-ig Somogy megye főispánja működött.

## Házasságai
Első felesége Bóbics Éva volt. Halála után, 1813. május 25.-én Pesten elvette vizeki Tallián Juliannát (1795-1823), vizeki Tallián Antal (1751-1820) vasi alispán és dunaszekcsói Bésán Julianna (1760-1819) lányát. Második felesége elhunyta után Strada Matildot vette el.

## Művei
- M. D. (Michael Denis) protreptikonja magyarul. Teként. Glosius Sámuel ur … hazafiúi buzditására és kérésére ford. Pest, 1796.
- Sermo quem occasione restaurationis magistratualis in civitate Pestiensi die 21. Augusti 1826 ad magistratum habuit. Pestini.
- Sermones quos occasione restaurationis magistratualis in lib. et reg. civitate Pestiensi tertia et subsequis diebus mensis januarii 1829 … comissarius regius ad magistratum et electam civium communitatum habuit. Uo. (Latin, magyar és német beszéde).
- Oratio auspicatoria … ad Incl. SS. et OO. habita. Posonii 19. Decemb. 1832. (Poson. Ephem. 1833. Nr. 4. Appendix).
- (kéziratban) Tongor, vagy Komárom állapotja a 7. században, vitézi színjáték (Pesten 1794. aug. 4., szept. 17., 1795. júl. 8.)
- (kéziratban) Szabolcs vezér, szomorújáték öt felv. (Pesten 1795. szept. 22.)

## Műfordításai (kéziratban)

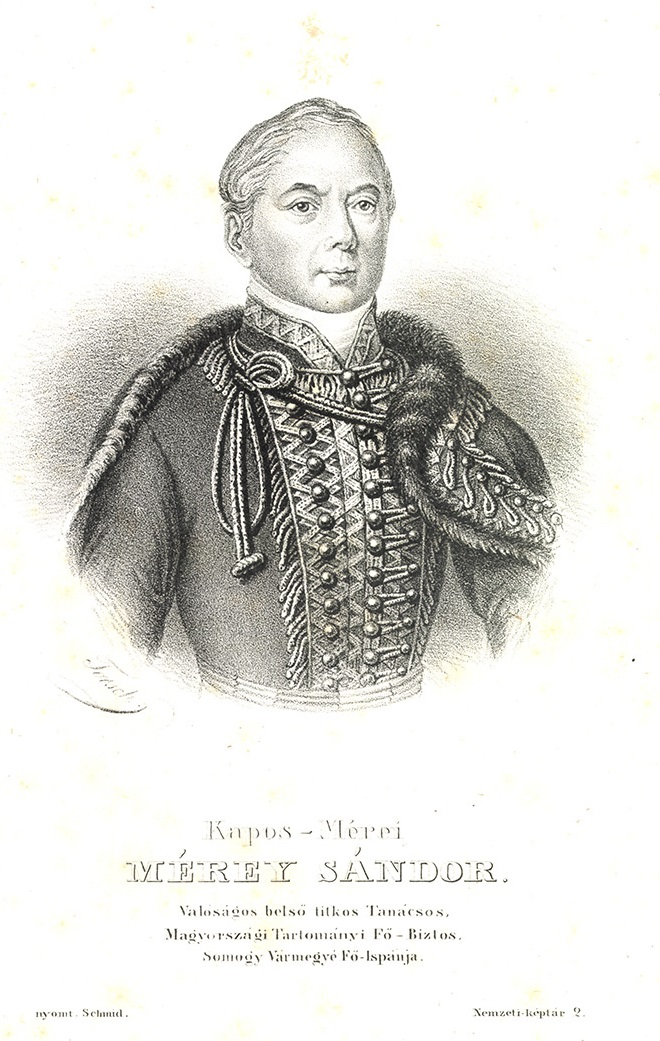
Mérey Sándor portré

- Ravasz özvegyasszony, vígjáték egy felv. Goldoni után ford. (Pesten előadták 1793. aug. 30. és még egyszer)
- A becsületes paraszt és a nagyszivű zsidó, vígjáték három felv. Jünger F. J. után ford. (Pesten 1793. és 1794. febr. 26.)
- A bécsi ruha, vígj. négy felv. Jünger F. J. után (Pesten 1794. szept. 10. és 1810. szept. 30.)
- A fejedelem titkos utazása, erkölcsi vígj. négy felv. Ziegler Fr. W. után ford. (Incognito cz. is Pesten 1795. márczius 4., nov. 4., 1807–10., 1814., Fejedelem titokban c., Miskolczon 1832. ápr. 10. és Kassán 1835. márcz. 29.)
- A megbosszult feleségrabló, vitézi színjáték négy felv. Ziegler Fr. W. után szabadon ford. (Pesten 1795. júl. 13., 1808–1812;
- A kismartoni zsidó-leány, vígj. három felv. Henszler után szabadon ford. (1795)
- A megfordult kocka, vígj. három felv. Schröder után szabadon ford. (1795)
- A hármasok, vígj. négy felv. Bonin után szabadon ford. (Pesten 1795. nov. 23., 1809. jún. 11., 1810–13., Budán 1834., 1835., 1837.)
- Juliska vagy leányok vegyetek példát, vígj. öt felv. ford. (Pesten 1795. decz. 18., 1808. nov. 2., 1809–11.)
- Bosszúkivánásból lett haramia, vígjáték három felv. Henszler után ford. (Pesten 1807. júl. 31., 1808. és 1810.)
- Megfordult kocka, vígj. öt felv. Schröder Fr. L. után ford. (Pesten 1807. deczember 4-én, 1809., 1810. és 1812.)
- Botlás bűn nélkül, érzékeny játék öt felv. Beck H. után szabadon ford. (Pesten 1808. jún. 3., 1809. és 1810. Gonoszság nélkül való tévelyedés c. 1795.);
- Haramiák, vígj. három felv. Hensler után ford. (Pesten 1809. árp. 23., 1811., 1812. és 1814. Bosszúkivánásból lett harami cz. 1795)
- Két altiszt, színj. három felv. Hell Tivadar után (Budán 1834. okt. 18. és 1835.).

Hátrahagyott kéziratai a pesti magyar játékszín kezdeteire vonatkozók a XVIII. század végéről és a XIX. kezdetéről, ívrét 135 levél és levele Széchényi Ferenc grófhoz: Pest, 1803. márc. 10. (a Magyar Nemzeti Múzeum kézirati osztályában).